# Myers Glacier
Myers Glacier är en glaciär i Antarktis. Den ligger i Västantarktis. Inget land gör anspråk på området. Myers Glacier ligger 157 meter över havet.
Terrängen runt Myers Glacier är kuperad åt nordost, men åt sydväst är den platt. Trakten är obefolkad. Det finns inga samhällen i närheten.